# Classe Maestrale (fregata)
Derivate dalla classe Lupo, le unità della classe Maestrale sono navi ingrandite, che hanno sacrificato metà dei missili antinave e almeno 3 nodi di velocità per soddisfare maggiormente le specifiche emesse dalla Marina Militare Italiana riguardanti le sue necessità di nuove unità di scorta, con maggiori capacità nella lotta antisom e difesa di punto tramite il raddoppio dei sonar, elicotteri e siluri e l'adozione di un lanciamissili antiaereo ricaricabile.

## Caratteristiche
Le fregate classe Maestrale hanno lo scafo senza castello e una forte insellatura a prora. Lo scafo è costituito da quindici compartimenti stagni e il galleggiamento è assicurato anche con tre compartimenti contigui allagati. La stabilità è assicurata da una coppia di pinne stabilizzatrici in grado di ridurre il rollio da 30° a 3° alla velocità di 18 nodi. A poppa vi è una grande sovrastruttura contenente l'aviorimessa per 2 elicotteri.

Immagini delle unità della classe in missioni operative
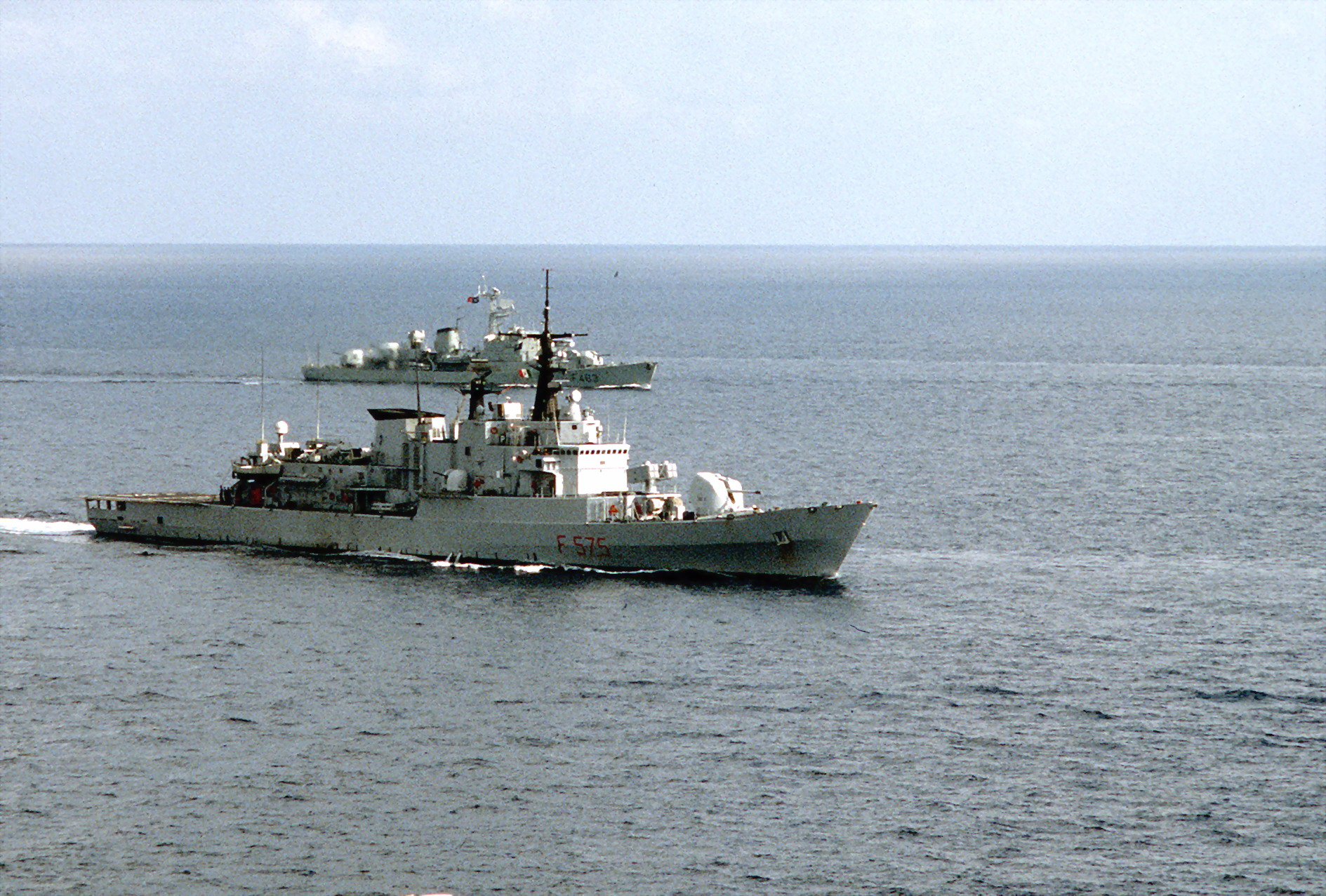
Nave Euro durante l'Operazione Desert Shield
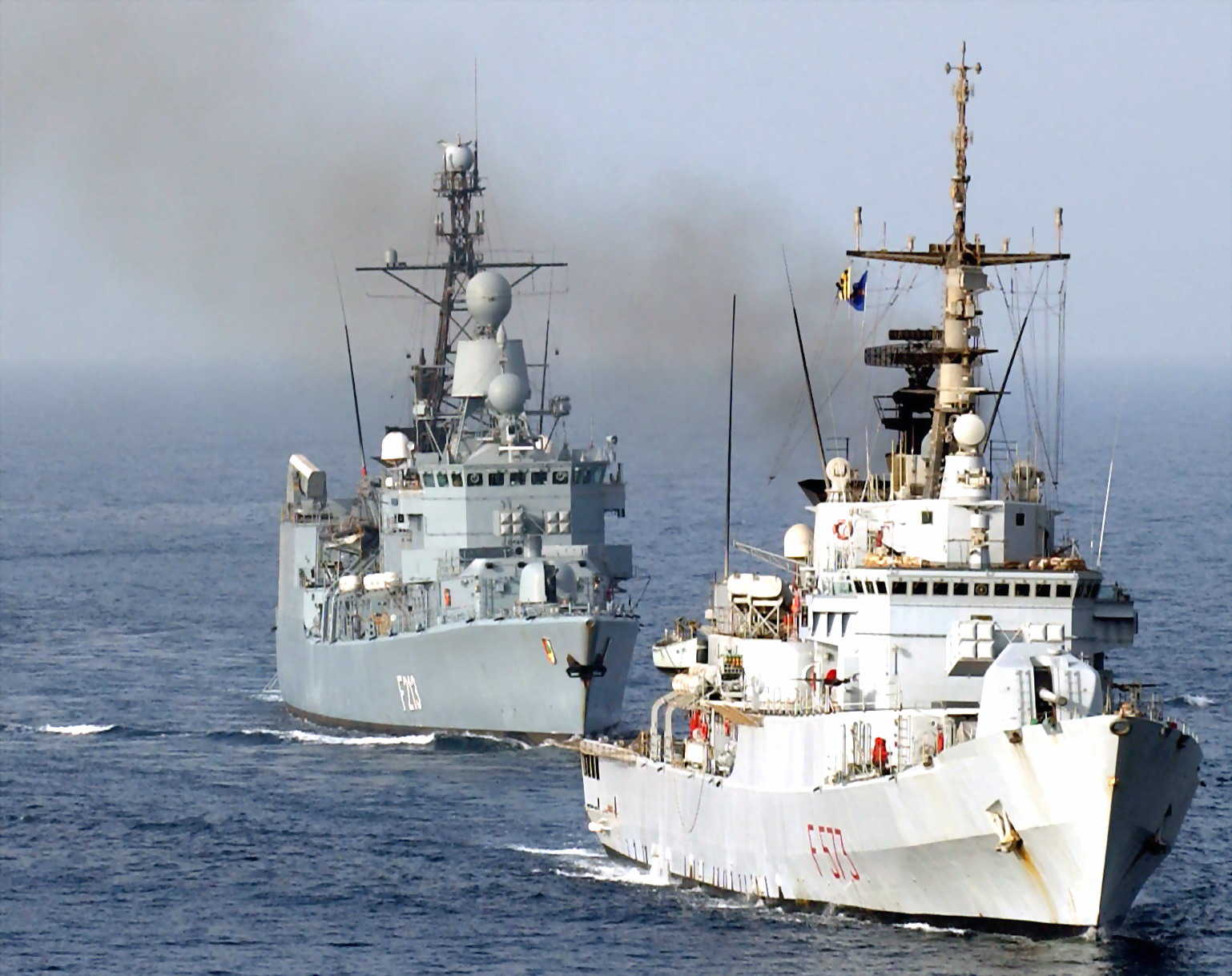
Lo Scirocco durante Enduring Freedom con la fregata tedesca Augsburg

## Armamento
L'armamento missilistico prevede 4 lanciatori per missili antinave Teseo (inizialmente lanciatori singoli, poi diventati binati con l'ingresso in servizio dei missili OTOMAT MkII) e un lanciatore brandeggiabile e ricaricabile Albatros/Aspide a 8 celle per missili antiaerei posto a prua, immediatamente davanti alla plancia. Le navi hanno un cannone bivalente a prua da 127/54mm, 2 sistemi binati Breda Dardo dotati di mitragliere antiaeree da 40mm sui due lati ed infine 2 lanciasiluri tripli da 324 mm MK 32 per siluri ASW tipo A244 e 2 lanciasiluri per siluri filoguidati ASW/ASuW Whitehead A-184 da 533mm a poppa estrema. L'armamento principale antisommergibile è comunque costituito dai due elicotteri AB-212 ASW ospitati nell'hangar poppiero.

## Propulsione
La propulsione tipo CODOG (Combined Diesel Or Gas) su due 2 eliche a cinque pale orientabili di 4 m di diametro ed azionate dall'apparato motore dalla potenza di 50.000 hp, consente una velocità di 31 nodi con turbine a Gas e di 21 nodi con i soli motori diesel. Il controllo remoto dell'apparato propulsore è effettuato dal sistema elettronico SEPA-7206 che assicura il controllo digitale di tutte le funzioni, mentre il governo è assicurato da due timoni a comando elettro-idraulico con un angolo di barra di 35° per lato. Molte sono state le misure prese per diminuire le vibrazioni ed i rumori, finalizzate a ridurre i rumori irradiati in mare migliorando le caratteristiche ASW delle navi.

## Operatività
Le unità di questa classe hanno avuto negli anni un impiego molto intenso di gran lunga superiore a quello inizialmente previsto al tempo della loro progettazione. Tutte le unità della classe sono state intensamente impegnate in questi anni in Oceano Indiano nell'ambito delle operazioni Enduring Freedom e Antica Babilonia. È prevista la loro messa in disarmo e la loro sostituzione con unità di nuova costruzione a partire dal 2013 con l'entrata in servizio della Classe Bergamini.

## Esportazione
Non hanno avuto nessun successo di esportazione, pur nate negli anni del massimo espansionismo dell'industria bellica italiana: infatti, pur essendo valide unità della categoria, sono state meno convincenti delle precedenti unità. D'altronde, l'essere una efficace "nave scorta" l'ha resa meno appetibile per la marine di quei paesi in sviluppo o semi-industrializzati che cercavano soprattutto unità "per mostrare la bandiera" o d'attacco, come era invece il caso delle quasi coetanee fregate della classe Lupo da cui sono derivate e che, proprio per questo, hanno avuto un ottimo successo di vendite.
Il 10 giugno 2021 Fincantieri ha reso noto di aver firmato un contratto con il Ministero della Difesa dell’Indonesia per l’ammodernamento e la vendita di due fregate classe Maestrale (che il gruppo cantieristico acquisirà una volta che verranno dismesse dalla Marina Militare Italiana) e il relativo supporto logistico .

## Le unità
La classe Maestrale, le cui unità sono entrate in servizio per la Marina Militare tra il 1982 e il 1985, è costituita da 8 fregate missilistiche porta-elicotteri individuate dai nomi di otto venti.
| Marina Militare - Classe Maestrale | Marina Militare - Classe Maestrale | Marina Militare - Classe Maestrale | Marina Militare - Classe Maestrale | Marina Militare - Classe Maestrale | Marina Militare - Classe Maestrale | Marina Militare - Classe Maestrale | Marina Militare - Classe Maestrale | Marina Militare - Classe Maestrale | Marina Militare - Classe Maestrale |
| Matricola                          | Nome                               | Cantiere                           | Impostazione                       | Varo                               | Entrata in servizio                | ITU                                | Base                               | Disarmo                            | Destino finale                     |
| ---------------------------------- | ---------------------------------- | ---------------------------------- | ---------------------------------- | ---------------------------------- | ---------------------------------- | ---------------------------------- | ---------------------------------- | ---------------------------------- | ---------------------------------- |
| F570                               | Maestrale                          | Riva Trigoso                       | 8 marzo 1978                       | 2 febbraio 1981                    | 7 marzo 1982                       |                                    | La Spezia                          | 15 dicembre 2015                   | Demolita nel 2024                  |
| F571                               | Grecale                            | Muggiano                           | 21 marzo 1979                      | 12 settembre 1981                  | 5 febbraio 1983                    |                                    | La Spezia                          | 1 aprile 2025                      |                                    |
| F572                               | Libeccio                           | Riva Trigoso                       | 1º agosto 1979                     | 7 settembre 1981                   | 5 febbraio 1983                    |                                    | La Spezia                          | 29 febbraio 2024                   |                                    |
| F573                               | Scirocco                           | Riva Trigoso                       | 26 febbraio 1980                   | 17 aprile 1982                     | 20 settembre 1983                  |                                    | La Spezia                          | 20 febbraio 2020                   | Demolita nel 2024                  |
| F574                               | Aliseo                             | Riva Trigoso                       | 26 febbraio 1980                   | 29 ottobre 1982                    | 20 settembre 1983                  |                                    | Taranto                            | 8 settembre 2017                   | Demolita nel 2022                  |
| F575                               | Euro                               | Riva Trigoso                       | 15 aprile 1981                     | 25 marzo 1983                      | 7 aprile 1984                      |                                    | Taranto                            | 2 ottobre 2019                     |                                    |
| F576                               | Espero                             | Riva Trigoso                       | 1º agosto 1982                     | 19 novembre 1983                   | 4 maggio 1985                      |                                    | Taranto                            | 30 giugno 2021                     |                                    |
| F577                               | Zeffiro                            | Riva Trigoso                       | 15 marzo 1983                      | 19 maggio 1984                     | 4 maggio 1985                      |                                    | Taranto                            | 8 ottobre 2023                     |                                    |

Le unità della classe fanno parte di COMSQUAFR 1 e COMSQUAFR 2 del COMFORAL, il Comando delle Forze d'Altura.
Le fregate Aliseo, Euro, Espero e Zeffiro, dopo che a partire dal 1999 erano state inquadrate nel COMSQUAFR1 il 1º Comando Squadriglia Fregate, dal 2013 sono inquadrate nel COMGRUPNAV2 ed hanno la loro base operativa a Taranto.
Le fregate Maestrale, Grecale, Libeccio e Scirocco, dopo che a partire dal 1999 erano state inquadrate nel COMSQUAFR2 il 2º Comando Squadriglia Fregate, dal 2013 sono inquadrate nel COMGRUPNAV1 ed hanno la loro base operativa a La Spezia.
Precedentemente alla riorganizzazione della Flotta del 1999 le unità dislocate alla Spezia erano inquadrate nella 7ª Squadriglia Fregate del 1º Gruppo Navale d’Altura della Iª Divisione Navale, mentre le unità di base a Taranto erano inquadrate nella 5ª Squadriglia Fregate del 2º Gruppo Navale d’Altura della IIª Divisione Navale.
A partire dal 2007 le unità Grecale, Libeccio, Scirocco, Zeffiro, hanno subito importanti lavori di ammodernamento del sistema di comando e di combattimento, oltre che dell'apparato motore.